# Trappa

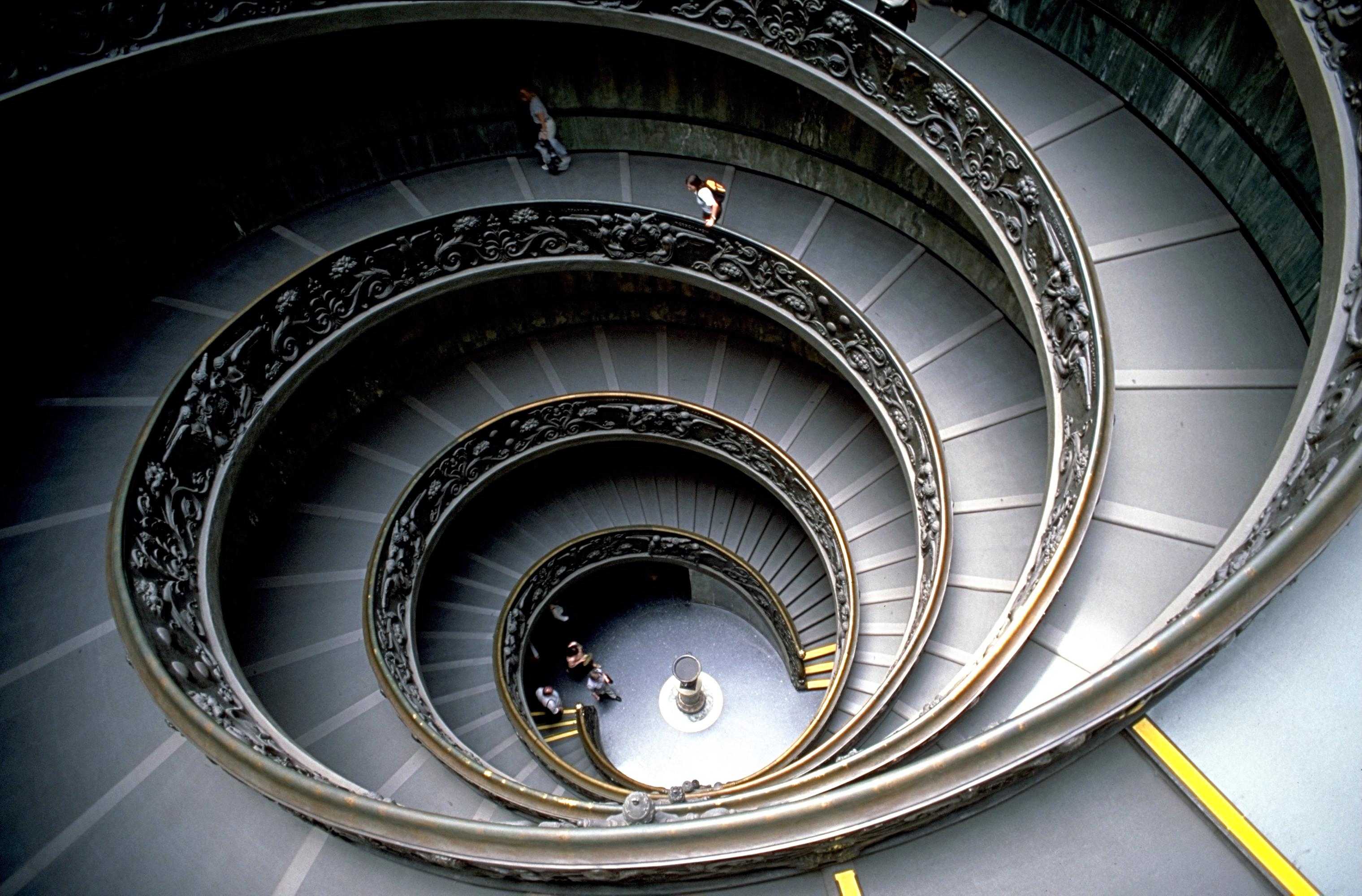
Spiraltrappa (egentligen dubbelhelix) i Vatikanmuseerna.

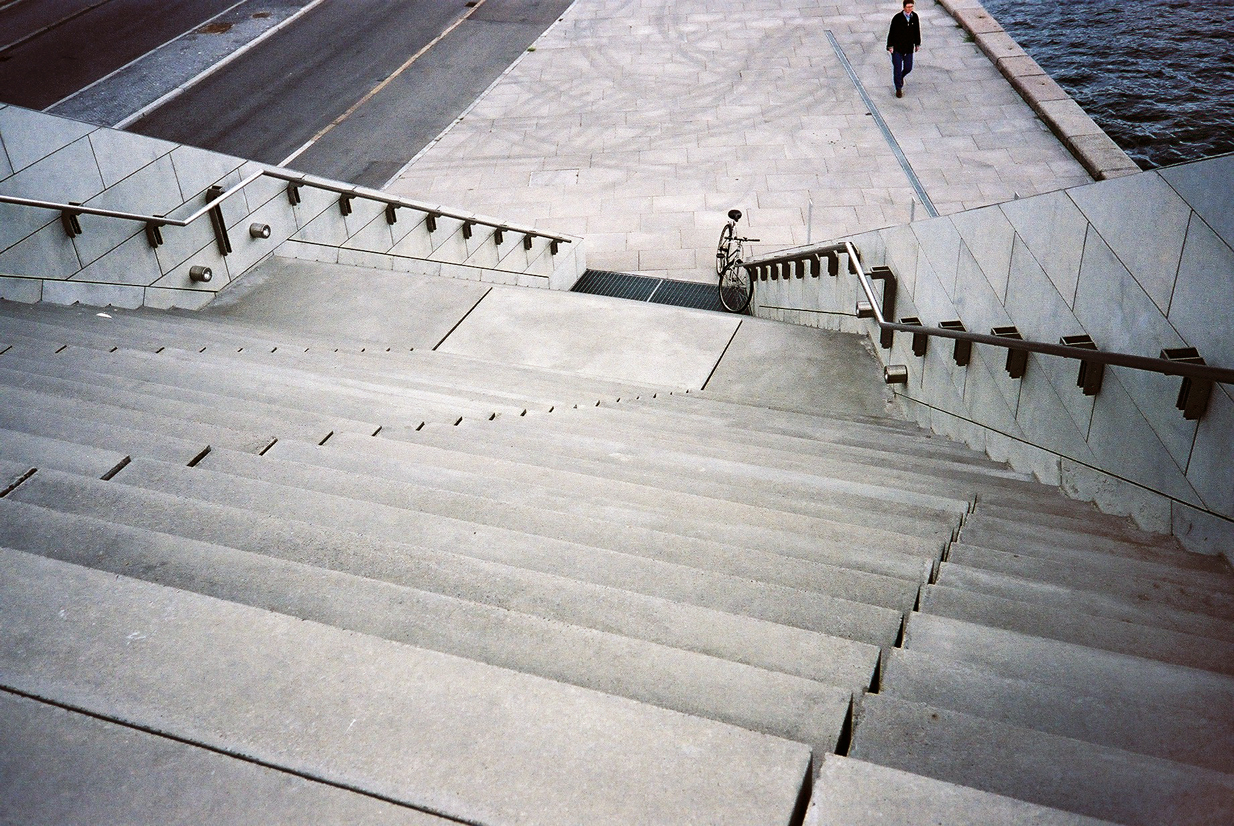
En modern rak trappa i betong. Det Kongelige Bibliotek "Svarta Diamanten" i Köpenhamn.

En trappa är en konstruktion ämnad att underlätta passagen mellan två skilda nivåer. 

## Beskrivning
En trappa består av två eller flera plansteg som ofta sitter fast i vangstycken. De lodräta delarna mellan planstegen kallas sättsteg. Trappor med öppen konstruktion saknar sättsteg. Ofta finns det en ledstång för underlättande av passagen. Det finns många olika typer av trappor, bland annat stentrappor, rulltrappor och spiraltrappor. Trappor kan bestå av olika material såsom glas, stål, olika typer av trä, betong eller sten. Färgerna och ytorna varierar, dessutom borde de också matcha med hörnböjningar, slutknappar och beslag på ett utrymme.  En serie hophängande trappsteg mellan två vilplan kallas trapplopp.
Ett lämpligt förhållande mellan steghöjd och stegdjup anges av formeln:

2xsteghöjd + stegdjup = 600 till 650 mm.
Till exempel kan steghöjden vara 160 mm om stegdjupet är 300 mm, eftersom 2x160+300=620 mm.